# Франсоа Дивалије
Франсоа Дивалије познат и као Папа Док (фр. François Duvalier; Порт о Пренс, 14. април 1907 — Порт о Пренс, 21. април 1971) је био хаићански политичар и диктатор.
Име "Папа Док" је преузео док је радио као доктор у селима где је био веома добар према пацијентима те је постао отац (Папа) иако је доктор (Док). За председника републике изабран је 1957. године. Угушио сваку опозицију. Изменио је устав и завео диктатуру, а 1964. прогласио се за доживотног председника.

## Биографија
Франсоа Дивалије рођен је 14. априла 1907. године у Порт о Пренсу, главном граду Хаитија. Завршио је Медицински факултет на Хаитију где је био лекар све до 1943. године када је ушао у политику подржавајући Сједињене Државе. Још од свог рада 1934. био је под утицајем мистичара Лоримера Дениса. Тада је почео да промовише црни национализам и вуду магију као основе културе народа Хаитија. 
Због подршке коју је пружао председнику Дурмасаису Естимеу, Дивалије је именован за генералног директора Националне службе за јавно здравље 1946. године. Обављао је више функција у периоду до 1950. године када је војна хунта свргла председника Естимеа. 
Дивалије је за председника изабран септембра 1957. године промовишући политику црног национализма. Ипак по ступању на дућност смањио је војску како би организовао личну стражу названу "Тонтон Макуте" (Име је добила по митском хаићанском баукеју који граби људе и чини да нестану заувек) која је убила, мучила и заробила стотине политичких и друих противника.
Иако је Дивалије створио какву такву "стабилност" његов режим је био изузетно репресиван и прибегавао је затварању и мучењу политичких противника и "противника државе". Након срчаног удара 1959. Дивалијеа је заменио његов најближи сарадник Клемент Барбот ког је по опоравку Дивалије ухапсио (Барбот се касније у затвору убио).
Године 1961. одржавају се намештени избори накојима Дивалије осваја мандат (са завршетком 1967) али се већ 1964. године проглашава доживотним председником. Иако су га у почетку подржавале, Сједињене Државе су 1967. укинули помоћ Хаитију, а Дивалије умире 1971. године након чега га је наследио син Жан Клод Дивалије познатији као "Бејби Док".

## Терор режима
По ступању на власт и формирању Тонтон Макута, Дивалије је затворио већину политичких противника у тврђаву Диманче, у којој су мучени и сурово убијани. Опозиција је била минимална и сви су били потчињени Дивалијеу, док они који нису то хтели су углавном остајали без породица или сопственог живота. Водећи уредници новина у земљи и власници радио станица били су затворени. Користио је неукост Хаићана и представљао се као сам изабраник Бога развијајући снажан култ личности. Свако ко је покушао било какав вид побуне је одмах уклоњен. Његов режим је поставио клептократију као закон земље, а вуду је промовисан након што је Дивалије избачен из католичке цркве због протеривања њених свештеника. Због занемаривања стања у држави, БДП Хаитија је вишеструко опао, а животни стандард се значајно смањио. Све су чешће биле сиромашне четврти по Порт о Пренсу, док се банковни рачун Дивалијеа додатно пунио. Његов лични град и маузолеј је разрушен од стране Хаићана 20 година након његове смрти.